# NGC 6623
NGC 6623 est une galaxie elliptique située dans la constellation d'Hercule. Sa vitesse par rapport au fond diffus cosmologique est de 4 069 ± 13 km/s, ce qui correspond à une distance de Hubble de 60,0 ± 4,2 Mpc (∼196 millions d'al). NGC 6623 a été découverte par l'astronome allemand Albert Marth en 1864.
La base de données NASA/IPAC indique que NGC 6623 est un système double. Cependant, la galaxie au sud de la paire (PGC 61744) est trop pâle et Marth ne l'a pas observée, comme le prouve d'ailleurs sa description pretty faint, small, round, brighter middle. Aussi la désignation NGC 6623 ne s'applique qu'à la galaxie située au nord, soit PGC 66749. Pour obtenir les données de cette dernière on doit utiliser la désignation NGC 6623 NED02 dans la base de données NASA/IPAC.
La galaxie au sud est PGC 61744 aussi désignée comme NGC 6623 NED01 (mal identifiée par Steinicke comme PGC 61749). Sa vitesse par rapport au fond diffus cosmologique est de 4 826 ± 12 km/s, ce qui correspond à une distance de Hubble de 71,18 ± 4,99 Mpc (∼232 millions d'al). Cette paire est donc probablement une superposition purement optique.